# Haut Geest
Le Haut Geest (allemand : Hohe Geest) est un paysage de geest du Nord de l'Allemagne. Cette région, qui comprend la Hohe Geest et la Niedere Geest est la région naturelle centrale du land allemand du Schleswig-Holstein. On le trouve aussi dans le nord de la Basse-Saxe.
Le Haut Geest est constitué par des élévations topographiques causées par des moraines de la glaciation saalienne.
Dassendorf est le chef-lieu de l'Amt Hohe Elbgeest, le Haut Geest de l'Elbe.